# Deutsche Gesellschaft (Verein)
Die Deutsche Gesellschaft e. V. ist ein eingetragener überparteilicher Bürgerverein zur Förderung politischer, kultureller und sozialer Beziehungen in Deutschland und Europa.

## Geschichte
1983 versuchten die späteren Gründungsmitglieder um Peter Brandt, eine deutsch-deutsche Freundschaftsgesellschaft zu initiieren. Der Versuch scheiterte an ideologischen Ängsten der SED-Funktionäre. Das änderte sich im Herbst 1989 zur Zeit der Montagsdemonstrationen. Innerhalb weniger Monate ließen sich Vertreter der Oppositionsgruppen und viele Persönlichkeiten des öffentlichen Lebens der DDR für die Idee gewinnen. Im Dezember 1989 wurde die gemeinsame Satzung erarbeitet. Das Kuratorium konstituierte sich am 12. Januar 1990. Gründungsmitglieder waren der Rechtsanwalt Jürgen Graalfs, Jürgen Tietze (Neues Forum), Willy Brandt, Günter de Bruyn, Lothar de Maizière, Armin Mueller-Stahl, Heiner Müller, Johannes Rau, Jens Reich, Bärbel Bohley, Rainer Eppelmann, Andreas H. Apelt, Elmar Pieroth und Martin Walser. Beim Gründungsakt in der Berliner Nikolaikirche am nächsten Tag sprachen u. a. Konrad Weiß, Helga Schubert und Eberhard Diepgen.
Wenige Wochen später kam es zum ersten deutsch-deutschen Jugendaustausch. Im Sommer 1990 konnten zweitausend Jugendliche zu Gastfamilien im jeweils anderen Teil Deutschlands vermittelt werden. Zu den Schwerpunkten der politischen Bildungsarbeit zählten alsbald auch Seminare und Konferenzen zur Einführung der Wirtschafts- und Währungsunion und zu den Auswirkungen des Einigungsvertrages. Bereits ab Januar 1990 wurde diskutiert, welche Beiträge zur Rettung von Kulturgütern in den neuen Ländern geleistet werden konnten.

## Aktivitäten
Die Geschäftsstelle hat ihren Sitz in der Mauerstraße in Berlin. Mit über 700 Veranstaltungen jährlich gehört die Deutsche Gesellschaft e. V. zu den aktivsten überparteilichen Akteuren im Bereich der politischen Bildung. Sie ist bundesweit und in mehr als 20 europäischen Staaten aktiv. In Kooperation mit Bundes- und Landesministerien, der Bundeszentrale bzw. den Landeszentralen für politische Bildung, der Europäischen Kommission oder mit Stiftungen und Verbänden werden v. a. Workshops, Vorträge, Seminare, Konferenzen, Zeitzeugengespräche und Studienreisen durchgeführt. Mit wissenschaftlichen und populärwissenschaftlichen Veröffentlichungen beteiligt sich die Deutsche Gesellschaft e. V. an wichtigen gesellschaftlichen Debatten. Studienreisen und Austauschprogramme werden vor allem vom Bildungswerk Sachsen der Deutschen Gesellschaft e. V. veranstaltet.
„Wenn es Ihren Verein nicht schon gäbe, man müsste ihn heute erfinden.“ Mit diesen Worten dankte Bundespräsident Frank-Walter Steinmeier der Deutschen Gesellschaft e. V. am 14. Januar 2020 bei einer Festveranstaltung zum 30-jährigen Jubiläum des Vereins.

### Regionales Bildungswerk
- Bildungswerk Sachsen (Leipzig)

### Arbeitsbereiche
- Politik & Geschichte
- Kultur & Gesellschaft
- EU & Europa[5]

### Freundeskreise Schlösser und Gärten
Unter dem Dach der Deutschen Gesellschaft e. V. haben sich die Freundeskreise Schlösser und Gärten gebildet, bislang für Brandenburg, Mecklenburg-Vorpommern und Sachsen-Anhalt. Zu ihrem Programm gehören Vortragsabende und Exkursionen und gleichnamige Schriftenreihen mit inzwischen über 180 Titeln, auch über die Neumark und über Pommern.

### Initiativen und Projekte (Auswahl)
- Aufruf zum Wiederaufbau der Dresdner Frauenkirche
- Inbetriebnahme des Europäischen Informationszentrums Jean Monnet
- Medienkampagne zur Einführung des Euro als Währung der Europäischen Union
- Initiative zur Errichtung eines nationalen Freiheits- und Einheitsdenkmals in Berlin
- Betreuung von Kulturprojekten in Hermannstadt, der Kulturhauptstadt Europas 2007
- Ausstellung „Gegenstimmen“ im Martin-Gropius-Bau in Berlin

## Vorstand und Kuratorium

### Vorstand
Vorsitzende
- Niels Annen, MdB, Parlamentarischer Staatssekretär
- Sabine Bergmann-Pohl, Bundesministerin a. D., Präsidentin der Volkskammer a. D.

Stellvertretende Vorsitzende
- Hartmut Koschyk, Parlamentarischer Staatssekretär a. D.
- Linda Teuteberg, MdB
- Christiane Schenderlein, MdB
- Wolfgang Wieland, Senator a. D.

Beisitzer
- Elmar Brok, Ehrenpräsident Europa Union Deutschland
- Tilman Mayer, Universität Bonn, Vorsitzender Forum Deutschlandforschung
- Dirk Reimers, Staatsrat a. D., Vorstandsbevollmächtigter der Deutschen Nationalstiftung
- Richard Schröder, Mitglied Senat der Deutschen Nationalstiftung

Bevollmächtigter des Vorstandes
- Lars Lüdicke

Geschäftsführer
- Niels Dehmel

Kuratoriumssprecher

Erster Sprecher
- Katharina Landgraf, Vorsitzende Bildungswerk Sachsen der DG e. V.

Stellvertreter
- Sibylle Badstübner-Gröger, Vorsitzende des Freundeskreises Schlösser und Gärten der Mark
- Günter Nooke, Ehem. Menschenrechtsbeauftragter der Bundesregierung

### Kuratorium
- Herbert Ammon
- Niels Annen
- Andreas H. Apelt
- Sibylle Badstübner-Gröger
- Egon Bahr (†)
- Arnulf Baring (†)
- Udo Bartsch
- Curt-H. Becker (†)
- Sabine Bergmann-Pohl
- Wolfgang Bergsdorf (†)
- Bärbel Bohley (†)
- Peter Brandt
- Willy Brandt (†)
- Harald Braun
- Elmar Brok
- Günter de Bruyn (†)
- Sabine Buder
- Hans-Heinrich Deicke (†)
- Eberhard Diepgen
- Harald Eisenach
- Ronja Endres
- Jürgen Engert (†)
- Rainer Eppelmann
- Michael Ermrich
- Veronica Ferres
- Ulf Fink
- Klaus Finkelnburg
- Hans-Jürgen Fischbeck
- Reinhard Führer
- Hans Geißler
- Hans-Dietrich Genscher (†)
- Gert J. Glaeßner
- Heinrich Haasis
- Johannes Hähle
- Gunther Hatzsch
- Herbert Helmrich (†)
- Wolfgang Wilhelm Herber (†)
- Klaus Herlitz
- Tessen von Heydebreck
- Carl Friedrich Holtmann (†)
- Harold Hurwitz (†)
- Eckhard Jaedtke (†)
- Carlo Jordan (†)
- Gisela Kallenbach
- Rüdiger Kass
- Jürgen Kaube
- Fritz Klein (†)
- Hartmut Koschyk
- Otto Erich Kress (†)
- Hans-Jürgen von Kries (†)
- Andreas Lämmel
- Katharina Landgraf
- Uwe Lehmann-Brauns
- Birgit Lucas
- Wolfgang Lüder (†)
- Jürgen Lüth
- Hans Christian Maaß
- Lothar de Maizière
- Holger Mann
- Florian Mausbach
- Tilman Mayer
- Markus Meckel
- Hans-Georg Mehlhorn (†)
- Angela Merkel
- Walter Momper
- Armin Mueller-Stahl
- Franz Müntefering
- Inge Niemitz
- Günter Nooke
- Hans-Joachim Otto
- Karl-Heinz Paqué
- Reinhard Piechocki
- Gisela Podewils
- Eva Quistorp
- Johannes Rau (†)
- Ludwig A. Rehlinger
- Jens G. Reich
- Dirk Reimers
- Edelbert Richter (†)
- Christiane Schenderlein
- André Schmitz
- Friedrich Schorlemmer
- Richard Schröder
- Cordula Schubert
- Wolfgang Schuller (†)
- Uwe Schwabe
- Cord Schwartau
- Christian Schwarz-Schilling
- Carl-Christoph Schweitzer (†)
- Hermann Otto Solms
- Friede Springer
- Ingrid Stahmer (†)
- Peter Steinbach
- Karlheinz Steinmüller
- Manfred Stolpe (†)
- Detlef Stronk
- Klaus Sühl
- Uwe Tellkamp
- Günter Tembrock (†)
- Linda Teuteberg
- Rudolf von Thadden (†)
- Christian Thielemann
- Wolfgang Thierse
- Bernhard Töpfer (†)
- Martin Walser (†)
- Konrad Weiß
- Gunter Weißgerber
- Gustav Graf von Westarp
- Wolfgang Wieland (†)
- Oswald Wutzke
- Klaus Zeh
- Heinrich Zertik

## Preis der Deutschen Gesellschaft e. V.
Seit 2005 vergibt die Deutsche Gesellschaft e. V. jährlich am 9. November den Preis für Verdienste um die deutsche und europäische Verständigung.
Preisträgerinnen und Preisträger
- 2005: Angela Merkel und Wolfgang Thierse
- 2006: Imre Kertész
- 2007: Wolfgang Schäuble und Klaus Johannis
- 2008: Władysław Bartoszewski und Egon Bahr
- 2009: Hans-Dietrich Genscher und die Moderatoren des Runden Tischs Karl Heinz Ducke, Martin Lange und Martin Ziegler
- 2010: Martin Walser und Günter de Bruyn
- 2011: Armin Mueller-Stahl
- 2012: Richard von Weizsäcker
- 2013: Jean-Claude Juncker
- 2014: Rainer Eppelmann, Thomas Küttler, Herbert Wagner und Christoph Wonneberger (Vertreter der DDR-Bürgerbewegung)
- 2015: die Volkskammer (10. Wahlperiode), vertreten durch Sabine Bergmann-Pohl
- 2016: Norbert Lammert
- 2017: Friede Springer
- 2018: Esther Bejarano, Margot Friedländer und Walter Frankenstein
- 2019: Aram Radomski und Siegbert Schefke
- 2021: Horst Teltschik
- 2022: Janusz Reiter
- 2023: Vitali Klitschko
- 2024: Charlotte Knobloch

## Mitgliedschaften
Die Deutsche Gesellschaft e. V. ist Mitglied im Netzwerk Europäische Bewegung und Kooperationspartner des Verbands der Geschichtslehrer. Über den Vorstandsbevollmächtigten wird der Verein im Kunst- und Kulturverein Rheinsberg, im Stiftungsrat des DDR-Museums Pforzheim und im Verein Gegen Vergessen für Demokratie vertreten.

## Ehrungen
Mit dem Deutschen Nationalpreis würdigte die Deutsche Nationalstiftung am 17. Juni 2008 das jahrelange Engagement der Gesellschaft für die Errichtung eines Freiheits- und Einheitsdenkmals, das an die Friedliche Revolution und die deutsche Wiedervereinigung erinnern soll.
Am 7. November 2019 wurde die Deutsche Gesellschaft e. V. mit dem Europäischen Kulturmarken-Award 2019 in der Kategorie Europäisches Bildungsprogramm des Jahres 2019 ausgezeichnet. Der Verein erhielt den Preis für sein Projekt „Erbe, Tradition, Moderne: Europäischer Kultur- und Wissenstransfer durch Wandergesellen“.